# Zapadna Australija
Zapadna Australija (eng. Western Australia) je australska najveća država, površinom otprilike jednaka zapadnoj Europi. Graniči sa Sjevernim teritorijem i Južnom Australijom.